# Deutsche Turnmeisterschaften 2024

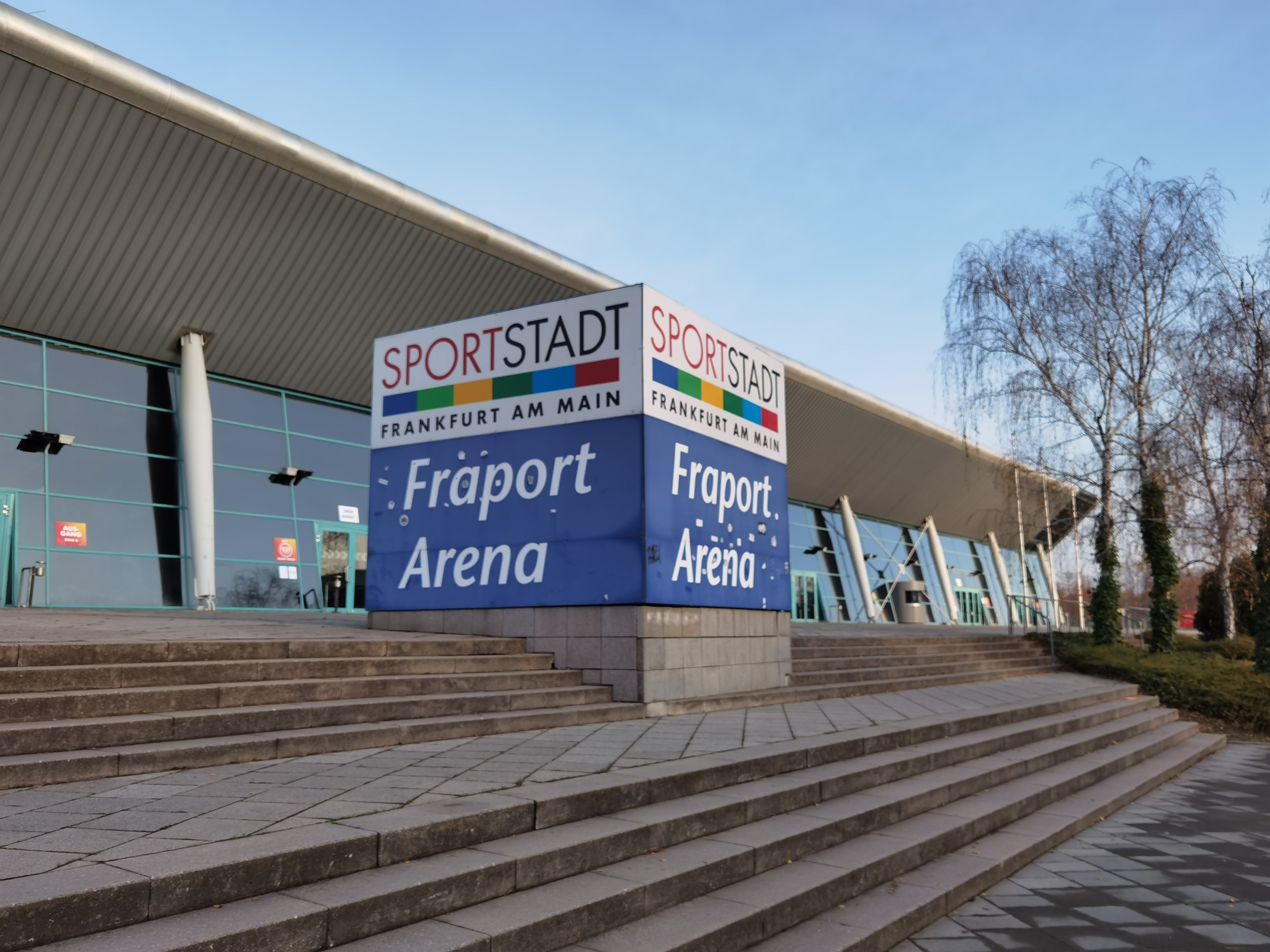
Der Veranstaltungsort im Jahr 2020

Die Deutschen Turnmeisterschaften 2024 fanden vom 6. bis 10. Juni 2024 in der Frankfurter Süwag Energie Arena statt.

## Wettbewerbe der Herren

### Mehrkampf
| Platz | Name               | Verein                   | LTV | Boden (SG)   | Pauschenpferd (SG) | Ringe (SG)   | Sprung (SG)  | Barren (SG)  | Reck (SG)    | Punkte |
| ----- | ------------------ | ------------------------ | --- | ------------ | ------------------ | ------------ | ------------ | ------------ | ------------ | ------ |
| 1     | Lukas Dauser       | TSV Unterhaching         | BY  | 13,433 (5,3) | 12,700 (5,2)       | 13,433 (5,1) | 14,066 (4,8) | 15,333 (6,6) | 13,800 (5,3) | 82,765 |
| 2     | Andreas Toba       | Turn-Klubb zu Hannover   | NI  | 13,133 (5,1) | 13,133 (5,2)       | 13,933 (5,5) | 14,100 (5,2) | 14,166 (5,3) | 13,933 (5,7) | 82,398 |
| 3     | Timo Eder          | MTV Ludwigsburg          | SW  | 13,666 (5,5) | 14,133 (5,8)       | 12,866 (4,6) | 14,033 (5,2) | 13,566 (5,2) | 13,166 (4,8) | 81,430 |
| 4     | Pascal Brendel     | KTV Wetzlar              | HE  | 14,066 (5,9) | 12,966 (5,9)       | 13,233 (4,6) | 13,600 (5,2) | 13,566 (5,6) | 13,733 (5,4) | 81,164 |
| 5     | Nils Dunkel        | SV Halle                 | SA  | 13,300 (5,1) | 12,833 (6,0)       | 13,333 (5,6) | 13,433 (4,8) | 13,533 (6,0) | 13,133 (5,1) | 79,565 |
| 6     | Milan Hosseini     | TG Böckingen             | SW  | 14,133 (6,0) | 11,933 (5,4)       | 12,733 (4,6) | 14,200 (5,2) | 13,066 (4,7) | 13,233 (5,1) | 79,298 |
| 7     | Alexander Kunz     | TSV Pfuhl                | BY  | 12,966 (5,5) | 13,000 (4,7)       | 12,900 (5,2) | 13,666 (4,8) | 13,766 (5,2) | 12,933 (4,8) | 79,231 |
| 8     | Glenn Trebing      | Turn-Klubb zu Hannover   | NI  | 13,333 (5,6) | 11,500 (5,2)       | 13,100 (5,2) | 13,966 (4,8) | 14,166 (5,3) | 13,000 (5,3) | 79,065 |
| 9     | Carlo Hörr         | TSV Schmiden             | SW  | 13,400 (5,2) | 12,600 (5,6)       | 13,166 (5,0) | 13,266 (4,8) | 12,433 (5,2) | 13,600 (5,4) | 78,465 |
| 10    | Daniel Mousichidis | TV Schwalbach            | SL  | 13,933 (5,7) | 13,233 (6,1)       | 12,533 (4,1) | 13,866 (5,2) | 12,933 (5,1) | 11,933 (4,7) | 78,431 |
| 11    | Felix Remuta       | TSV Unterhaching         | BY  | 13,933 (6,0) | 11,733 (4,0)       | 11,966 (4,4) | 13,800 (5,2) | 13,433 (5,7) | 12,100 (4,9) | 76,965 |
| 12    | Leonard Prügel     | KTV Chemnitz             | SC  | 13,233 (5,1) | 11,766 (5,1)       | 11,533 (4,1) | 13,733 (5,2) | 13,500 (5,1) | 13,033 (5,0) | 76,798 |
| 13    | Karim Rida         | Sportclub Berlin         | BE  | 12,233 (5,3) | 12,866 (5,2)       | 12,600 (4,8) | 13,600 (4,8) | 12,900 (4,9) | 12,566 (4,5) | 76,765 |
| 14    | Nils Matache       | Sportclub Berlin         | BE  | 11,300 (4,1) | 12,866 (4,8)       | 12,266 (4,2) | 14,433 (5,2) | 11,533 (5,1) | 13,000 (4,4) | 75,398 |
| 15    | Lucas Buschmann    | KTV Chemnitz             | SC  | 12,800 (5,0) | 12,366 (4,1)       | 12,033 (4,5) | 13,200 (4,8) | 12,333 (3,9) | 12,566 (4,0) | 75,298 |
| 16    | Alexander Kirchner | VfL Kirchheim unter Teck | SW  | 13,066 (4,8) | 11,233 (4,8)       | 12,700 (4,6) | 13,200 (4,8) | 12,166 (4,4) | 12,133 (4,4) | 74,498 |
| 17    | Marcel Graf        | VT Rinteln               | NI  | 13,166 (5,1) | 12,300 (5,0)       | 11,633 (4,9) | 13,566 (4,8) | 12,266 (4,0) | 10,300 (4,4) | 73,231 |
| 18    | Sebastian Bock     | Siegerländer KV          | WE  | 12,233 (4,0) | 11,233 (3,3)       | 12,966 (4,4) | 11,866 (3,2) | 11,566 (4,2) | 12,900 (4,4) | 72,764 |
| 19    | Maxim Kovalenko    | TV Bous                  | SL  | 12,333 (5,7) | 11,600 (4,9)       | 11,933 (4,0) | 13,833 (4,8) | 11,633 (4,7) | 11,300 (4,5) | 72,632 |
| 20    | Gabriel Eichhorn   | MTV Stuttgart            | SW  | 11,833 (4,6) | 8,700 (4,3)        | 12,933 (4,3) | 13,366 (4,8) | 12,933 (5,2) | 12,000 (4,5) | 71,765 |
| 21    | Dario Sissakis     | Sportclub Berlin         | BE  | 13,633 (5,9) | 7,700 (4,3)        | 13,566 (4,8) | 13,633 (5,2) | 13,066 (5,2) | 9,800 (3,9)  | 71,398 |
| 22    | Nico Köhler        | Kieler TV                | SH  | 12,800 (4,4) | 10,533 (3,5)       | 11,500 (4,1) | 12,833 (4,0) | 12,000 (3,7) | 11,566 (3,4) | 71,232 |
| 23    | Niklas Neuhäusel   | Eintracht Frankfurt      | HE  | 9,666 (5,3)  | 11,366 (5,2)       | 12,233 (4,6) | 13,000 (4,4) | 12,900 (4,7) | 11,866 (4,8) | 71,031 |
| 24    | Berkay Sen         | TB Altendorf-Essen       | RL  | 12,800 (4,7) | 7,833 (3,7)        | 11,933 (4,3) | 13,733 (4,4) | 12,633 (3,7) | 11,633 (4,1) | 70,565 |
| 25    | Maximilian Henning | TSV Adlersberg           | BY  | 11,700 (3,8) | 11,933 (4,4)       | 11,333 (4,4) | 11,733 (3,2) | 11,166 (4,4) | 11,900 (3,8) | 69,765 |
| 26    | Sascha Wilhelm     | TSV 1895 Monheim         | BY  | 12,133 (4,5) | 9,900 (3,7)        | 11,733 (3,6) | 13,133 (4,4) | 12,666 (4,1) | 10,166 (3,7) | 69,731 |
| 27    | Leon Pfeil         | SC Cottbus Turnen        | BB  | 12,666 (4,7) | 10,000 (3,6)       | 10,566 (4,3) | 12,766 (4,8) | 9,733 (4,6)  | 11,500 (4,8) | 67,231 |
| 28    | Meik Layer         | TV Neckarau              | BA  | 12,200 (4,1) | 6,533 (3,2)        | 11,466 (3,7) | 12,800 (4,0) | 12,333 (4,1) | 9,933 (3,3)  | 65,265 |
| DNF   | Pavel Kostiukin    | TVG Steele               | RL  | 10,800 (5,2) | 9,400 (3,1)        | 10,900 (3,4) | DNS          | 11,266 (3,5) | 11,366 (3,4) | 53,732 |
| DNF   | Artur Sahakyan     | TB Altendorf Essen       | RL  | DNS          | 11,733 (4,5)       | 13,900 (5,8) | 12,566 (4,0) | 11,000 (3,7) | DNS          | 49,199 |
| DNF   | Moritz Steinmetz   | Turnverein Bous          | SL  | 10,100 (4,9) | 8,366 (4,4)        | 11,233 (4,0) | 13,033 (4,8) | 4,733 (3,1)  | DNS          | 47,465 |
| DNF   | David Schlüter     | TZ Bochum                | WE  | 12,833 (5,1) | DNS                | 9,766 (4,1)  | DNS          | 10,833 (4,1) | 8,833 (4,5)  | 42,265 |
| DNF   | Tom Schultze       | SC Cottbus Turnen        | BB  | 13,200 (5,4) | DNS                | 12,933 (5,6) | 12,866 (5,2) | DNS          | DNS          | 38,999 |
| DNF   | Thore Beissel      | TSV Kronshagen           | SH  | DNS          | 12,733 (5,4)       | DNS          | DNS          | 12,700 (4,7) | 11,266 (4,5) | 36,699 |
| DNF   | Luca Ehrmanntraut  | Turnverein Limbach       | SL  | DNS          | DNS                | DNS          | DNS          | DNS          | 10,100 (3,4) | 10,100 |

### Boden
| Platz | Turner             | D-Note | E-Note | Penalty | Total  |
| ----- | ------------------ | ------ | ------ | ------- | ------ |
| 1     | Pascal Brendel     | 5,9    | 8,425  |         | 14,325 |
| 2     | Daniel Mousichidis | 5,6    | 8,375  |         | 13,975 |
| 3     | Dario Sissakis     | 5,9    | 7,900  |         | 13,800 |
| 4     | Timo Eder          | 5,5    | 8,025  | 0,1     | 13,425 |
| 5     | Felix Remuta       | 5,8    | 7,350  | 0,1     | 13,050 |
| 6     | Milan Hosseini     | 6,0    | 6,900  |         | 12,900 |

### Pauschenpferd
| Platz | Turner             | D-Note | E-Note | Penalty | Total  |
| ----- | ------------------ | ------ | ------ | ------- | ------ |
| 1     | Daniel Mousichidis | 6,1    | 8,125  |         | 14,225 |
| 2     | Timo Eder          | 5,8    | 8,225  |         | 14,025 |
| 3     | Andreas Toba       | 5,8    | 8,175  |         | 13,975 |
| 4     | Pascal Brendel     | 5,3    | 7,775  |         | 13,075 |
| 5     | Alexander Kunz     | 4,7    | 8,275  |         | 12,975 |
| 6     | Nils Matache       | 4,8    | 7,825  |         | 12,625 |

### Ringe
| Platz | Turner         | D-Note | E-Note | Penalty | Total  |
| ----- | -------------- | ------ | ------ | ------- | ------ |
| 1     | Artur Sahakyan | 5,8    | 8,250  |         | 14,050 |
| 2     | Andreas Toba   | 5,5    | 8,450  |         | 13,950 |
| 3     | Nils Dunkel    | 5,6    | 8,225  |         | 13,825 |
| 4     | Dario Sissakis | 4,8    | 8,800  |         | 13,600 |
| 5     | Carlo Hörr     | 5,0    | 8,350  |         | 13,350 |
| 6     | Pascal Brendel | 4,9    | 6,525  |         | 11,425 |

### Sprung
| Platz | Turner           | 1. Sprung | 1. Sprung | 1. Sprung | 1. Sprung | 2. Sprung | 2. Sprung | 2. Sprung | 2. Sprung | Total  |
| Platz | Turner           | D-Note    | E-Note    | Penalty   | Total     | D-Note    | E-Note    | Penalty   | Total     | Total  |
| ----- | ---------------- | --------- | --------- | --------- | --------- | --------- | --------- | --------- | --------- | ------ |
| 1     | Felix Remuta     | 5,2       | 9,000     |           | 14,200    | 5,2       | 8,750     | 0,1       | 13,850    | 14,025 |
| 2     | Tom Schultze     | 5,2       | 8,450     |           | 13,650    | 5,2       | 8,850     |           | 14,050    | 13,850 |
| 3     | Maxim Kovalenko  | 4,8       | 8,800     |           | 13,600    | 4,8       | 8,475     | 0,3       | 12,975    | 13,287 |
| 4     | Sascha Wilhelm   | 4,4       | 8,800     |           | 13,200    | 4,0       | 8,675     | 0,1       | 12,575    | 12,887 |
| 5     | Gabriel Eichhorn | 4,8       | 7,650     |           | 12,450    | 4,0       | 8,825     |           | 12,825    | 12,637 |

### Barren
| Platz | Turner         | D-Note | E-Note | Penalty | Total  |
| ----- | -------------- | ------ | ------ | ------- | ------ |
| 1     | Lukas Dauser   | 6,6    | 8,900  |         | 15,500 |
| 2     | Glenn Trebing  | 5,3    | 8,725  |         | 14,025 |
| 3     | Andreas Toba   | 5,3    | 8,250  |         | 13,550 |
| 4     | Pascal Brendel | 5,8    | 7,325  |         | 13,125 |
| 5     | Alexander Kunz | 5,2    | 7,850  |         | 13,050 |
| 6     | Timo Eder      | 4,8    | 7,300  |         | 12,100 |

### Reck
| Platz | Turner         | D-Note | E-Note | Penalty | Total  |
| ----- | -------------- | ------ | ------ | ------- | ------ |
| 1     | Andreas Toba   | 6,3    | 8,175  |         | 14,475 |
| 2     | Lukas Dauser   | 5,3    | 8,525  |         | 13,825 |
| 3     | Carlo Hörr     | 5,4    | 8,425  |         | 13,825 |
| 4     | Milan Hosseini | 5,1    | 8,375  |         | 13,475 |
| 5     | Pascal Brendel | 5,1    | 8,075  |         | 13,175 |
| 6     | Timo Eder      | 4,8    | 8,300  |         | 13,100 |

## Wettbewerbe der Frauen
| Platz | Name                  | Verein                      | LTV | Sprung (SG)  | Barren (SG)  | Balken (SG)  | Boden (SG)   | Punkte |
| ----- | --------------------- | --------------------------- | --- | ------------ | ------------ | ------------ | ------------ | ------ |
| 1     | Helen Kevric          | MTV Stuttgart               | SW  | 14,200 (5,0) | 14,350 (6,1) | 13,350 (5,4) | 13,600 (5,5) | 55,500 |
| 2     | Sarah Voss            | TZ DSHS Köln                | RL  | 13,400 (4,2) | 12,250 (5,7) | 14,000 (5,8) | 12,100 (4,8) | 51,750 |
| 3     | Karina Schönmaier     | TuS 1861 Chemnitz-Altendorf | SC  | 13,900 (5,0) | 13,300 (5,2) | 10,900 (5,1) | 13,350 (5,1) | 51,450 |
| 4     | Lea Maria Quaas       | TuS 1861 Chemnitz-Altendorf | SC  | 13,050 (4,2) | 12,450 (5,1) | 12,500 (5,2) | 12,650 (5,0) | 50,650 |
| 5     | Marlene Gotthardt     | MTV Stuttgart               | SW  | 13,600 (4,6) | 12,350 (4,7) | 12,200 (5,2) | 11,950 (5,1) | 50,100 |
| 6     | Silja Stöhr           | SG Heddesheim               | BA  | 12,850 (4,2) | 12,500 (4,9) | 12,200 (5,3) | 12,150 (4,8) | 49,700 |
| 7     | Anna-Lena König       | TV Bodersweier              | BA  | 13,250 (4,4) | 12,350 (4,6) | 11,550 (4,7) | 12,350 (4,9) | 49,500 |
| 8     | Janoah Müller         | TSG Haßloch                 | PF  | 13,050 (4,2) | 12,250 (5,2) | 11,200 (4,7) | 12,600 (5,0) | 49,100 |
| 9     | Jessica Schlegel      | TuG Leipzig                 | SC  | 11,450 (3,2) | 11,850 (4,3) | 12,900 (5,8) | 12,900 (5,0) | 49,100 |
| 10    | Amalia Neudorf Preuss | TZ DSHS Köln                | RL  | 12,700 (4,2) | 11,900 (4,2) | 10,800 (4,4) | 12,200 (4,8) | 47,600 |
| 11    | Mara Dietz            | TV 1907 Coburg-Ketschendorf | BY  | 11,350 (3,2) | 10,900 (3,6) | 12,450 (4,7) | 11,850 (4,3) | 46,550 |
| 12    | Thea Klämt            | TV 1898 Elz                 | HE  | 12,700 (3,6) | 11,100 (3,4) | 11,250 (4,3) | 11,100 (4,1) | 46,150 |
| 13    | Claudine Soliman      | TG Böckingen 1890           | SW  | 12,050 (3,8) | 12,150 (4,5) | 10,600 (4,9) | 11,100 (4,4) | 45,900 |
| 14    | Lea Celine Wartmann   | TuS 1861 Chemnitz-Altendorf | SC  | 12,500 (3,8) | 10,850 (4,1) | 11,300 (4,6) | 11,250 (3,4) | 45,900 |
| 15    | Mia Reimann           | TSV Jetzendorf 1924         | BY  | 12,950 (4,4) | 11,400 (4,3) | 9,650 (4,4)  | 11,850 (4,8) | 45,850 |
| 16    | Finia Friedländer     | Sportclub Berlin            | BE  | 11,700 (3,2) | 11,050 (4,4) | 10,550 (5,0) | 11,750 (4,3) | 45,050 |
| 17    | Linda Mierisch        | Dresdner SC 1898            | SC  | 13,050 (3,8) | 11,300 (4,1) | 10,400 (4,0) | 10,200 (4,1) | 44,950 |
| 18    | Alina Heinemann       | MTV Jahn Schladen 1895      | NI  | 11,700 (3,4) | 11,500 (4,0) | 9,800 (4,3)  | 10,950 (3,7) | 43,950 |
| 19    | Sina Tittel           | TS NeckarGym Nürtingen      | SW  | 12,850 (4,0) | 9,500 (3,5)  | 10,000 (3,1) | 11,350 (4,0) | 43,700 |
| 20    | Natalie Wolfgang      | SSV Ulm 1846                | SW  | 11,000 (3,4) | 10,150 (4,4) | 11,100 (3,8) | 10,750 (3,9) | 43,000 |
| 21    | Anna-Carolina Wolpers | TSV Vordorf 1920            | NI  | 12,300 (3,6) | 10,300 (2,4) | 9,400 (4,2)  | 10,800 (4,5) | 42,800 |
| 22    | Florine Seifner       | TZ DSHS Köln                | RL  | 12,300 (3,6) | 11,450 (4,6) | 8,200 (4,1)  | 10,500 (4,5) | 42,450 |
| 23    | Nele Rüping           | VfL Kirchheim unter Teck    | SW  | 12,200 (3,6) | 8,200 (2,8)  | 7,000 (3,6)  | 10,450 (4,1) | 37,85  |
| 24    | Yella Wagenschein     | MTV Wolfenbüttel 1848       | NI  | 10,500 (3,6) | 7,75 (1,9)   | 9,350 (4,1)  | 9,750 (4,1)  | 37,350 |

### Sprung
| Platz | Turner                | 1. Sprung | 1. Sprung | 1. Sprung | 1. Sprung | 2. Sprung | 2. Sprung | 2. Sprung | 2. Sprung | Total  |
| Platz | Turner                | D-Note    | E-Note    | Penalty   | Total     | D-Note    | E-Note    | Penalty   | Total     | Total  |
| ----- | --------------------- | --------- | --------- | --------- | --------- | --------- | --------- | --------- | --------- | ------ |
| 1     | Karina Schönmaier     | 5,0       | 9,050     |           | 14,050    | 4,8       | 9,025     | 0,1       | 13,725    | 13,887 |
| 2     | Marlene Gotthardt     | 4,6       | 8,925     |           | 13,525    | 4,4       | 8,725     |           | 13,125    | 13,325 |
| 3     | Sina Tittel           | 4,0       | 8,900     |           | 12,900    | 3,8       | 8,775     |           | 12,575    | 12,737 |
| 4     | Linda Mierisch        | 3,8       | 9,000     |           | 12,800    | 4,4       | 8,175     | 0,3       | 12,275    | 12,537 |
| 5     | Mia Reimann           | 4,4       | 8,400     |           | 12,800    | 3,8       | 8,425     |           | 12,225    | 12,512 |
| 5     | Anna-Carolina Wolpers | 3,6       | 8,700     |           | 12,300    | 3,4       | 8,725     |           | 12,125    | 12,212 |

### Stufenbarren
| Platz | Turner            | D-Note | E-Note | Penalty | Total  |
| ----- | ----------------- | ------ | ------ | ------- | ------ |
| 1     | Elisabeth Seitz   | 6,2    | 8,550  |         | 14,750 |
| 2     | Helen Kevric      | 6,1    | 8,300  |         | 14,400 |
| 3     | Karina Schönmaier | 5,2    | 8,000  |         | 13,200 |
| 4     | Anna-Lena König   | 4,6    | 7,950  |         | 12,550 |
| 5     | Silja Stöhr       | 4,9    | 7,600  |         | 12,500 |
| 6     | Lea Marie Quaas   | 5,1    | 6,900  |         | 12,000 |

### Balken
| Platz | Turner               | D-Note | E-Note | Penalty | Total  |
| ----- | -------------------- | ------ | ------ | ------- | ------ |
| 1     | Sarah Voss           | 5,8    | 8,175  |         | 13,975 |
| 2     | Helen Kevric         | 5,2    | 7,850  |         | 13,050 |
| 3     | Pauline Schäfer-Betz | 5,8    | 7,225  |         | 13,025 |
| 4     | Lea Marie Quaas      | 5,3    | 7,325  |         | 12,625 |
| 5     | Emma Malewski        | 5,6    | 7,000  |         | 12,600 |
| 6     | Jessica Schlegel     | 5,7    | 5,150  | 0,1     | 10,750 |

### Boden
| Platz | Turner               | D-Note | E-Note | Penalty | Total  |
| ----- | -------------------- | ------ | ------ | ------- | ------ |
| 1     | Helen Kevric         | 5,3    | 8,125  |         | 13,425 |
| 2     | Karina Schönmaier    | 5,1    | 7,975  |         | 13,075 |
| 3     | Pauline Schäfer-Betz | 4,6    | 8,200  |         | 12,800 |
| 4     | Lea Marie Quaas      | 4,9    | 7,700  | 0,1     | 12,500 |
| 5     | Jessica Schlegel     | 4,8    | 7,550  | 0,1     | 12,250 |
| 6     | Janoah Müller        | 5,0    | 6,700  | 0,3     | 11,400 |